# 京王デハ1460形電車
京王デハ1460形電車（けいおうデハ1460がたでんしゃ）は京王帝都電鉄井の頭線で使用されていた電車である。

## 諸元
- 形式：デハ1460形→デハ1560形→サハ1560形
- 自重：36t
- 定員：120名
- 全長：16,850mm
- 改造年度：1949年

## 概要
デハ1460形は1461・1462の2両が存在したが、両車の経歴は全く異なる。
1461の出自は帝都電鉄クハ501で、帝都電鉄を併合した小田原急行鉄道が東京急行電鉄に統合（大東急発足）の際クハ1500形1501となったものである。
1462の出自は小田原急行鉄道クハ564→モハ252で、大東急発足の際デハ1350形1367となり、これが1943年に小田原線から井の頭線に転属してきたものである。
この2両を戦災から復旧するに当たり、1949年に片開き3扉の電動車として整備したのが本形式である。元々が全く異なる形式の車両であるため、同一形式にもかかわらず車体幅はデハ1461が2,680mm、デハ1462号車が2,654mmであった。
1952年の井の頭線車両の改番で本形式はデハ1560形1561・1562となったが、1963年8月の京王線架線電圧1500V昇圧に際し、電動貨車・支線用小型車に電装品を流用したため、電装解除・運転台撤去がされ、翌年にサハ1560形1561・1562に改番された。
3000系の増備により、1978年に廃車、解体されている。